# Carlomano, filho de Carlos, o Calvo
Carlomano (v. 847-† 877), filho do rei Carlos II, o Calvo , e de sua primeira esposa Ermentruda de Orleãns.

## Biografia
Destinado desde a infância à vida religiosa, Carlomano revolta-se em 869 contra seu pai, que está trancado em Senlis. Sob as ordens do papa Adriano II, Carlos II liberta seu filho e o obriga a acompanhá-lo em sua expedição contra Girardo de Roussillhão em 870. Carlomano abandona então seu pai e, com um exército de soldados, desertores, saqueia as regiões em torno de Reims até à Bélgica.
Seu pai consegue fazê-lo prisioneiro, e, por intermédio de Hincmar, arcebispo de Reims, solicita a excomunhão de seu filho. A sentença de excomunhão é aprovada por uma grande maioria dos bispos.
Em 873, Carlos II, o Calvo, ordena a cegueira de seu filho, e sua prisão em Corbie. Cego, Carlomano conseguiu, no entanto, refugiar-se com seu tio Louis, o Germânico. Este último o fez abade de Echternach, onde morreu em 877.